# 蒂薩河畔切爾納
蒂薩河畔切爾納是斯洛伐克的城鎮，位於該國東南部，由科希策州負責管轄，面積9.37平方公里，海拔高度102米，2005年人口4,299，其中六成居民是匈牙利人。

## 友好城市
- 匈牙利扎霍尼
- 匈牙利阿雅克（英语：Ajak (Hungary)）
- 乌克兰喬普